# باتسي أورورك
باتسي أورورك (بالإنجليزية: Patsy O'Rourke)‏ هو لاعب كرة قاعدة أمريكي، ولد في 13 أبريل 1881 في فيلادلفيا في الولايات المتحدة، وتوفي بنفس المكان في 18 أبريل 1956.

## وصلات خارجية
- باتسي أورورك على موقعبيزبول رفرنس.كوم (الدوري الرئيسي) (الإنجليزية)
- باتسي أورورك على موقعبيزبول رفرنس.كوم (الدوري الثانوي) (الإنجليزية)